# Sphinx leucophaeata
Sphinx leucophaeata là một loài bướm đêm thuộc họ Sphingidae. Nó được tìm thấy ở tây bắc México with an occasional stray into Texas.
Chiều dài cánh trước là 62–75 mm. Phía trên cánh trước màu xám xanh nhạt.
Có thể có một lứa một năm con trưởng thành bay từ cuối tháng 6 đến đầu tháng 8.

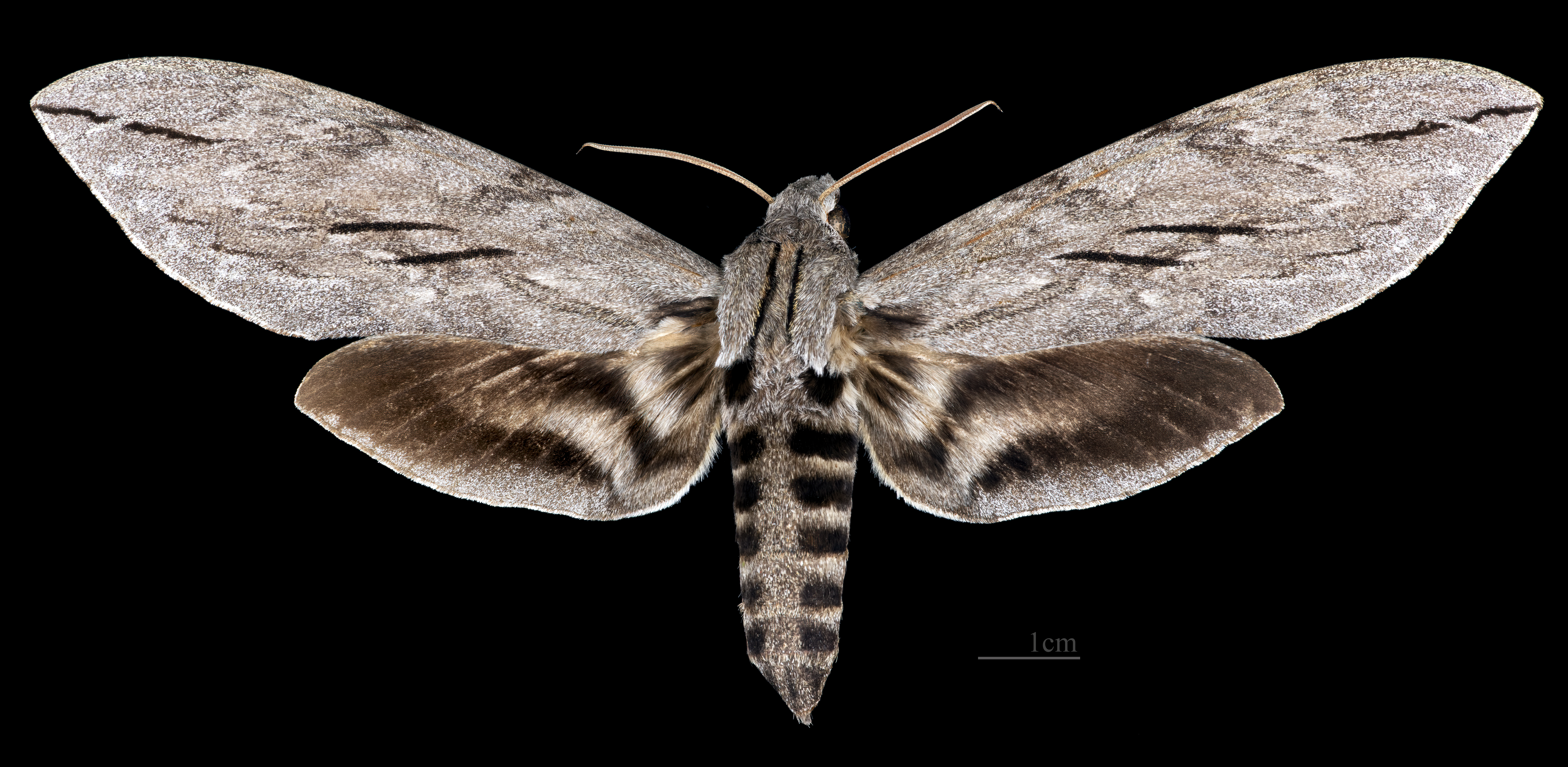
Sphinx leucophaeata ♀
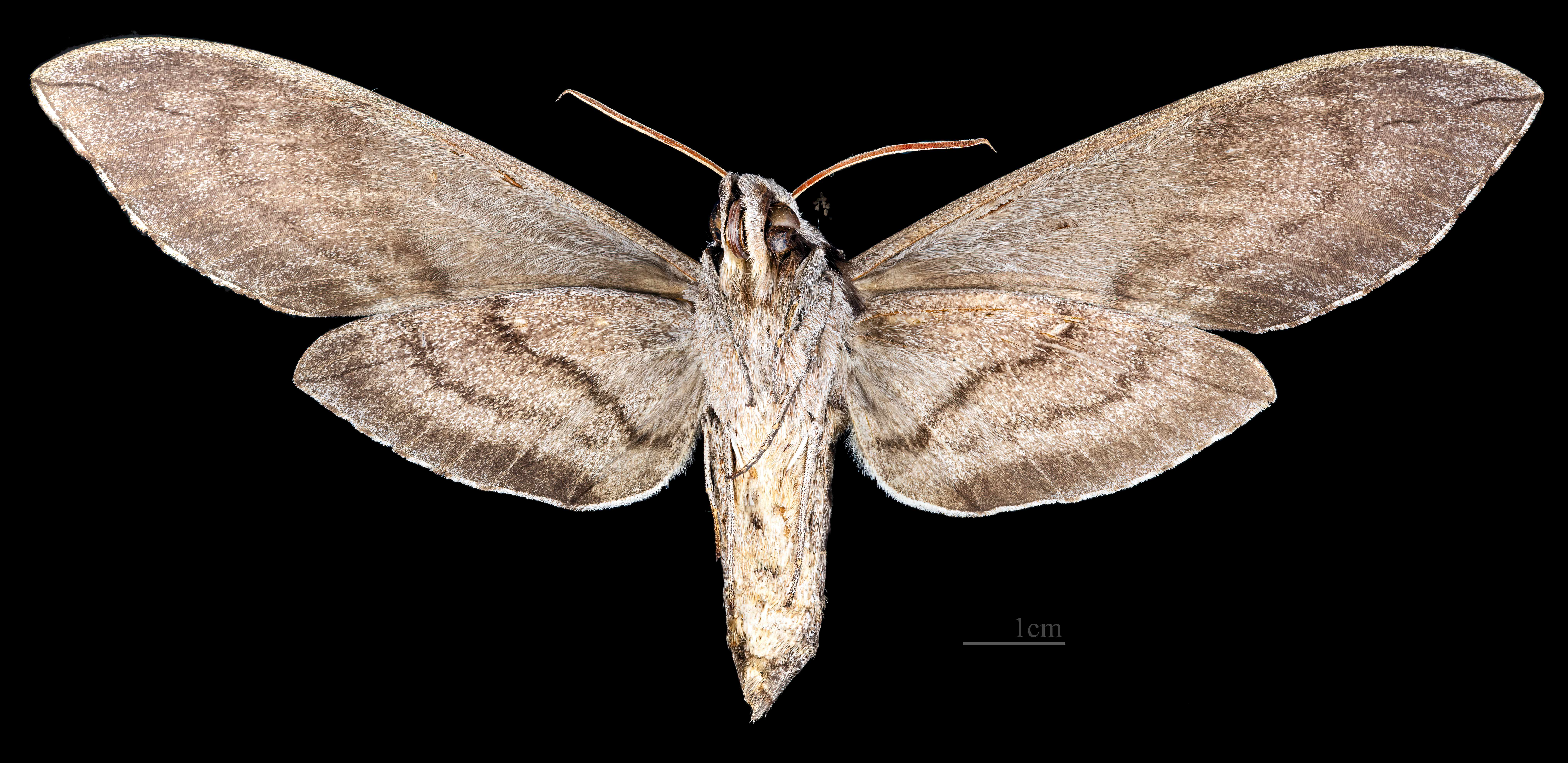
Sphinx leucophaeata ♀ △